# Tantima
Tantima es una localidad del estado mexicano de Veracruz. Es cabecera del municipio de Tantima.

## Demografía
| Censo | Población |
| ----- | --------- |
| 1900  | 1448      |
| 1910  | 1594      |
| 1921  | 334       |
| 1930  | 685       |
| 1940  | 684       |
| 1950  | 712       |
| 1960  | 741       |
| 1970  | 852       |
| 1980  | 1071      |
| 1990  | 1070      |
| 1995  | 1170      |
| 2000  | 1101      |
| 2005  | 1183      |
| 2010  | 1233      |
| 2020  | 1222      |